# Deficyt dehydrogenazy pirogronianu

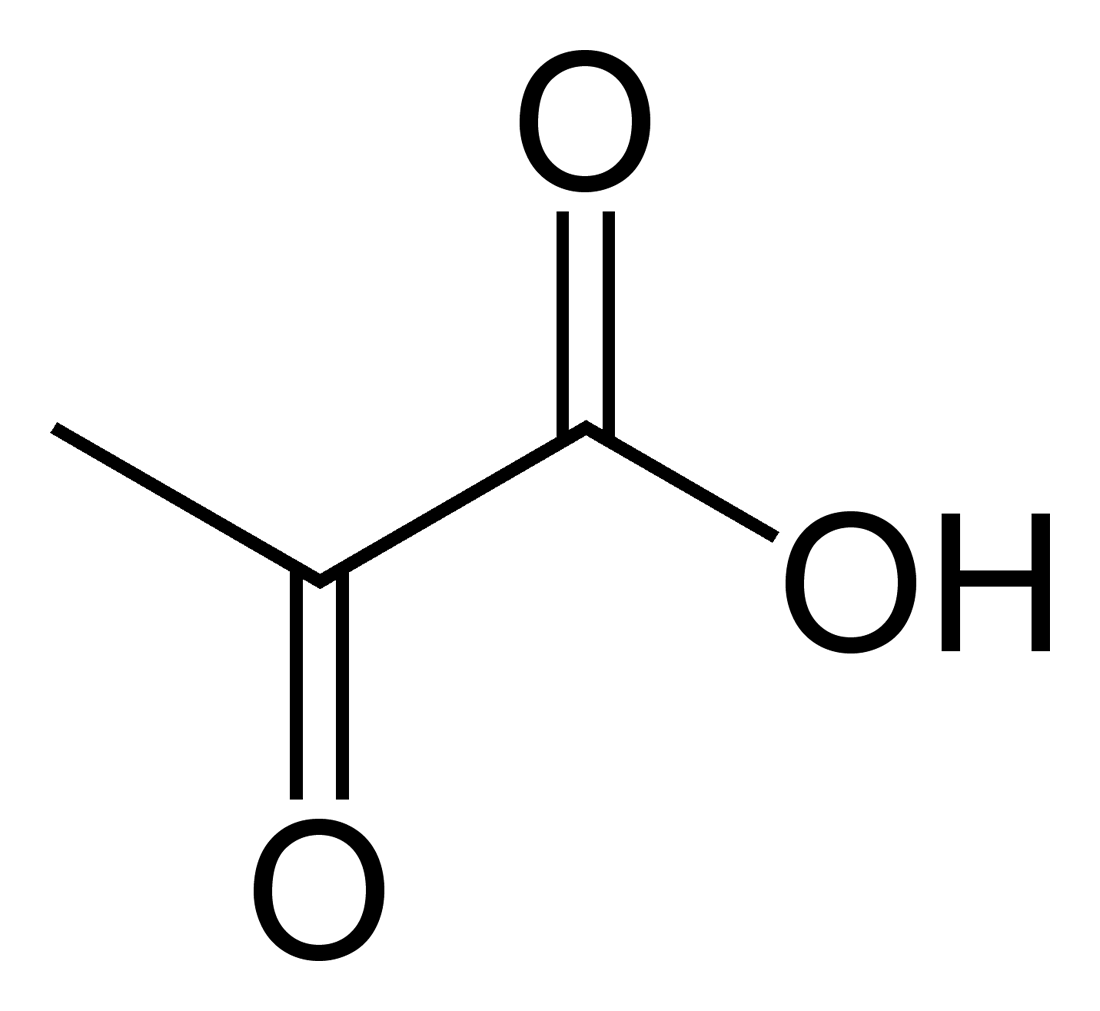
Deficytowy enzym przekształca pirogronian (na rysunku jego uprotonowana forma, kwas pirogronowy), produkt przemiany cukrów w szlaku glikolizy

... do reszty acetylowej, która przeniesiona zostaje na koenzym A z wytworzeniem acetylokoenzymu A

Deficyt dehydrogenazy pirogronianu – choroba metaboliczna związana z zaburzeniem metabolizmu węglowodanów.
Choroba ta wywoływana jest przez niedobór enzymu, dehydrogenazy pirogronianowej. Jest to kompleks białkowy zbudowany z trzech podjednostek. Odgrywa ważną rolę w końcowym etapie glikolizy.
Chorobę powodować może deficyt każdej z trzech podjednostek, aczkolwiek najczęściej występuje niedobór podjednostki E1, pełniącej funkcję dekarboksylazy pirogronianu. Zbyt mała aktywność E1 wywołuje objawy już u noworodka. W efekcie występuje u niego kwasica metaboliczna, a stężenia pirogronianu i mleczanu są podwyższone. Pojawiają się drgawki, a często także wady mózgu. Choroba postępuje z czasem, nieodwołalnie doprowadzając do śmierci chorego.
Znacznie rzadziej występuje niedobór podjednostki E2 – opisano jedynie pojedyczne przypadki takiej wady.
Niedobór E3 wyróżnia się obecnością dodatkowych objawów w postaci podwyższenia stężenia α-ketoglutaranu oraz ketokwasów gromadzących się w chorobie syropu klonowego.
Pronicka wymienia następujące objawy najczęstszej, noworodkowej postaci choroby:
- ciężka hipotonia
- brak odruchów fizjologicznych
- drgawki
- dysmorfia twarzy (czoło wąskie, nasada nosa szeroka, nozdrza skierowane ku przodowi)
- małogłowie
- niekiedy torbiel przegrody przezroczystej i inne wady mózgu.

Poza tym wśród objawów okresu niemowlęcego podaje:
- postępujące zmiany ośrodkowego układu nerwowego i mięśni, jak
  - opadanie powiek
  - ograniczenie ruchomości gałek ocznych
  - retinopatia barwnikowa
  - bezdech napadowy
- polidystrofię Alpera
- podostrą postępującą encefaalomiopatię Leigha.

W przypadków starszych dzieci wskazane źródło podaje postępującą ataksję.
W celu rozpoznania deficytu dehydrogenazy pirogronianu przeprowadza się badania biochemiczne. Pokazują one nadmierne stężenia mleczanu i pirogronianu w surowicy. Jednakże stosunek tych stężeń pozostaje prawidłowy, podobnie jak w przypadku alaniny. Obniżona jest tolerancja cukrów. Spożycie glukozy prowadzi do nasilenia kwasicy mleczanowej, nie grozi natomiast hipoglikemia. Aby potwierdzić rozpoznanie, sięga się do oznaczenia aktywności podjednostek dehydrogenay pirogronianowej, określając ją w fibroblastach skóry, limfocytach bądź mięśniach. Należy liczyć się z niedoskonałością tych metod.
Postępowanie w niedoborze dehydrogenazy pirogronianowej obejmuje przede wszystkim leczenie dietetyczne. Stosuje się dietę ketogenną, ograniczając spożycie monosacharydów. Kwasicę mleczanową łagodzi dihydroksyaceton, hamuje on bowiem kinazę dehydrogenazy pirogronianowej. Witamina B1 pełni rolę kofaktora newralgicznej przemiany, może więc niekiedy zwiększyć aktywność enzymu.